# Необикновените приключения на Карик и Валя
Необикновените приключения на Карик и Валя (на руски: Необыкновенные приключения Карика и Вали) е книга на съветския писател Ян Лари за фантастичните пътешествия на децата. В увлекателна приключенска форма писателят говори за растения и насекоми. Написана през 1937 г., преиздавана няколко пъти.

## Сюжет
Брат и сестра, Карик и Валя, влизайки в апартамента на съсед, професор Енотов, откриват необичаен еликсир. След като го изпиват, се смаляват до размера на насекомо, след което се озовават в градски парк, който е пълен с опасности за тях.
Докато неутешимите родители и полицията ги издирват, професорът разбира къде са изчезнали децата и след като изпива еликсира, се смалява и тръгва да ги търси. След като се среща с децата, ученият води децата към спасението, като по пътя говори за живота на насекомите и други животни, обяснявайки основите на екологията.

## Филмови адаптации
През 1987 г., базиран на книгата, Необикновените приключения на Карик и Валя филм със същото име, а през 2005 г. – едноименният анимационен филм.

## Сходни книги
Съветският писател Владимир Брагин през 1948 г. публикува книгата В страната на гъстите треви, чийто сюжет е подобен.